# Anolis microlepis
Anolis microlepis – gatunek jaszczurki z rodziny Anolidae.

## Systematyka
Zwierzę zalicza się do rodzaju Anolis, należącego do rodziny Anolidae. W przeszłości zaliczany był do licznej w gatunki rodziny legwanowatych (Iguanidae). W bazie Reptile Database takson ten jest synonimizowany z Anolis rodriguezii.

## Rozmieszczenie geograficzne
Przedstawiciel kladu Iguania żyje w południowym Meksyku, w stanie Chiapas. Cała wiedza o tym gatunku pochodzi od dwóch samic odłowionych w okolicy nazwanej przez autorów „El Ocote” (co sprawiło później problem z jej dokładnym umiejscowieniem, gdyż w tym rejonie jest kilka miejsc o takiej nazwie) na wysokości 600 m n.p.m. Jedna z nich pośród niedojrzałych jaj miała jedno wielkie.